# Sapium saltense
Sapium glandulosum là một loài thực vật thuộc họ Euphorbiaceae. Loài này có ở Argentina và Bolivia. Chúng hiện đang bị đe dọa vì mất môi trường sống.

## Hình ảnh

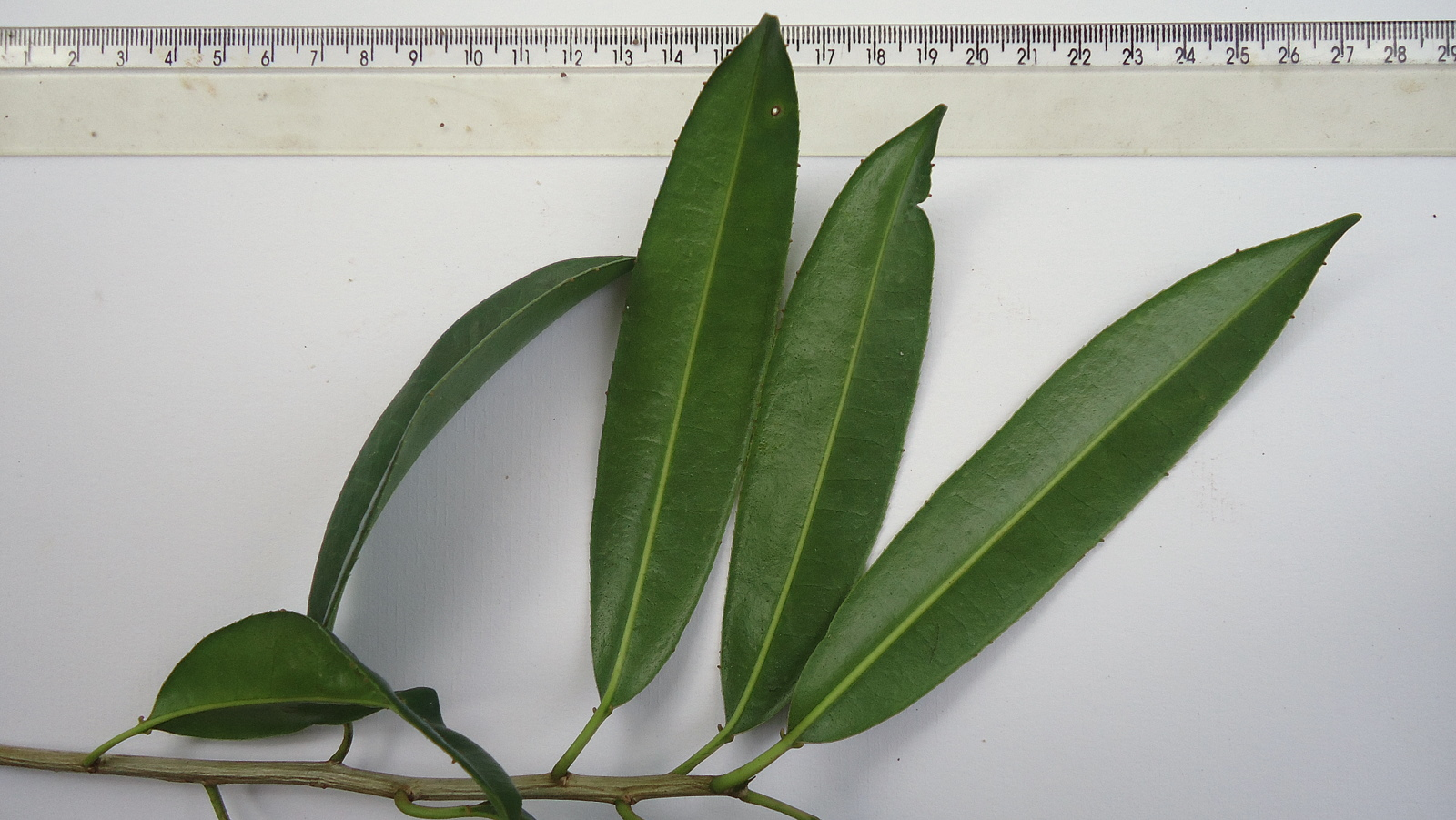
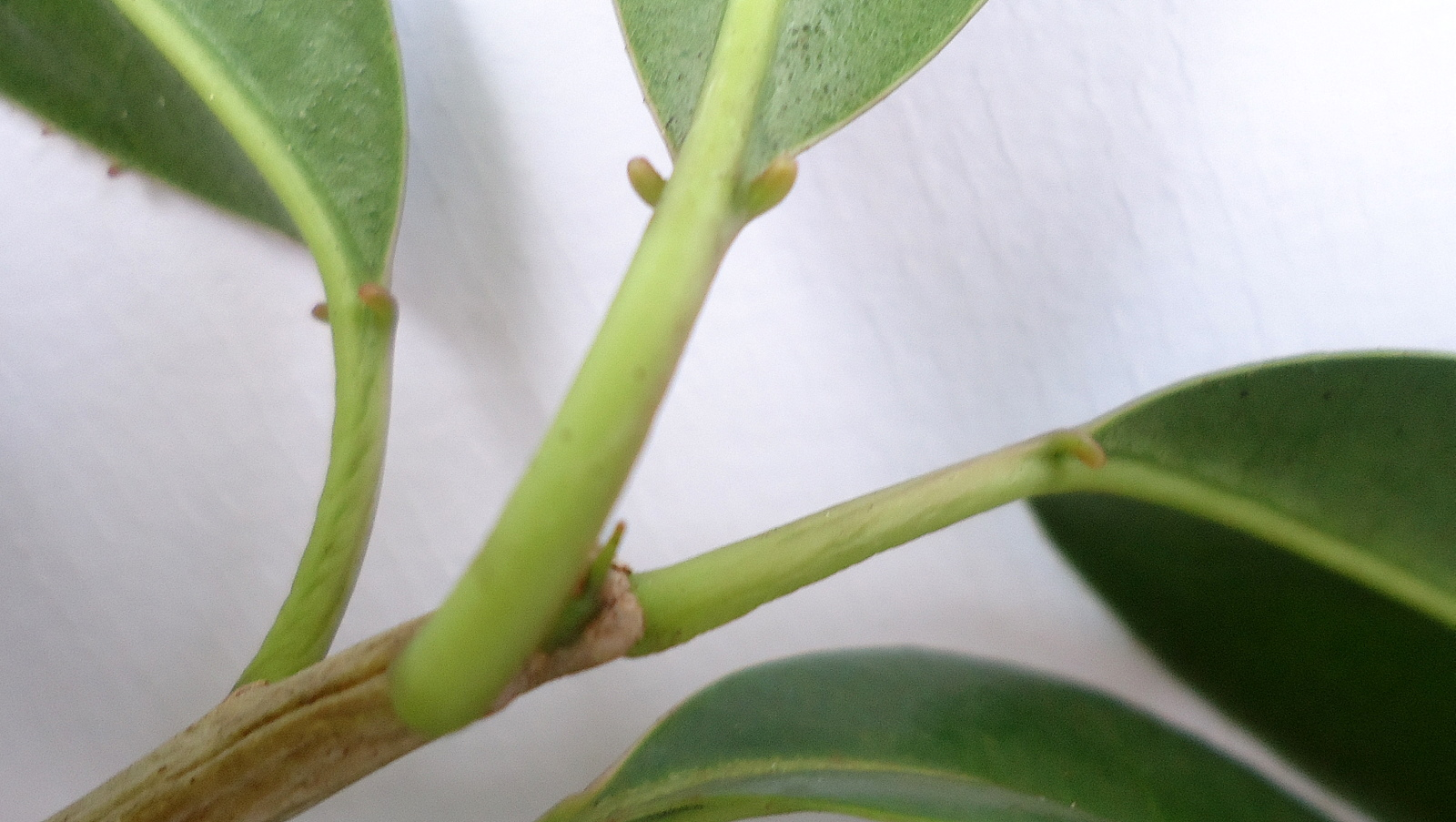
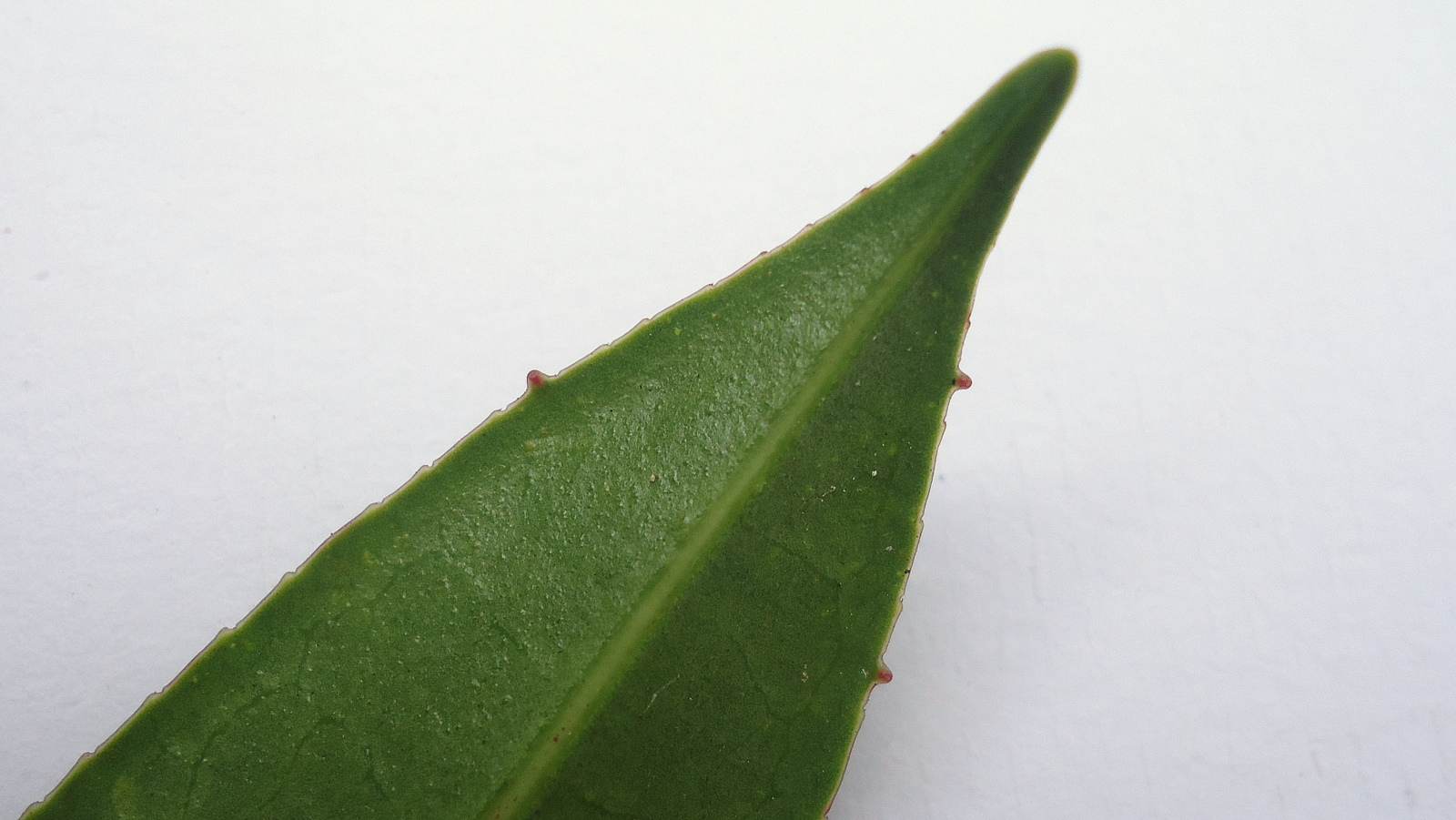
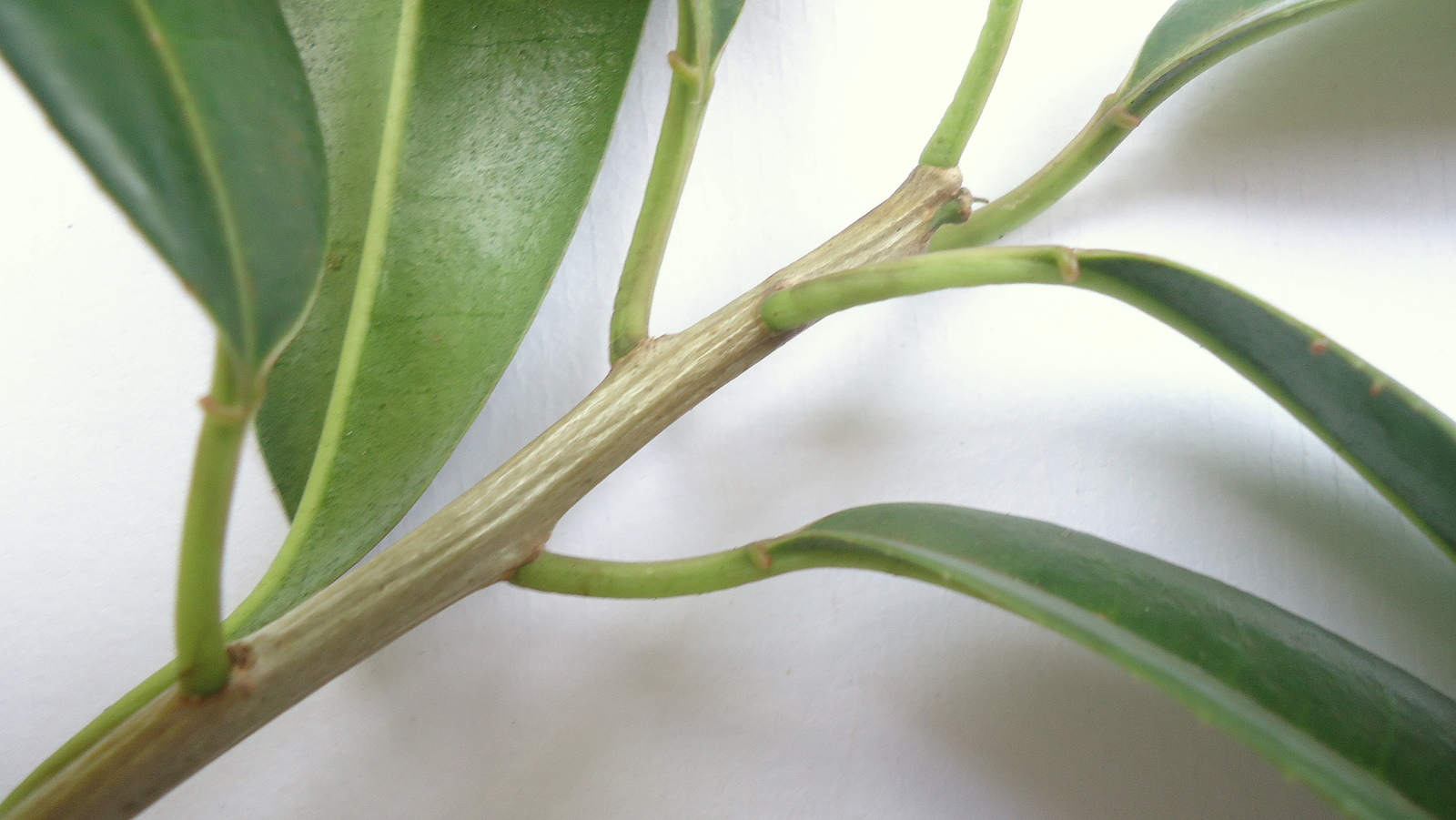